# Снежинка (талисман зимних Паралимпийских игр 2014)

Снежинка (слева) и Лучик

Снежинка — один из талисманов зимних Паралимпийских игр «Сочи 2014». Утверждена в 2010 году. Международное название — The Snowflake (также используется The Snow Girl). Антропоморфное воплощение стихии мороза.

## Легенда
Прибыла на Землю на ледяной комете. Познакомилась и подружилась с землянами и Лучиком (хотя тот воплощение совершенно противоположной стихии). Любит танцевать. Любимый спорт — конькобежный и фристайл.

## См.также
- Лучик